# Tingluo
Tingluo (kinesiska: 汀罗镇, 汀罗) är en köping i Kina. Den ligger i provinsen Shandong, i den östra delen av landet, omkring 180 kilometer nordost om provinshuvudstaden Jinan. Antalet invånare är 28 911. Befolkningen består av 14 449 kvinnor och 14 462 män. Barn under 15 år utgör 16,0 %, vuxna 15-64 år 71 %, och äldre över 65 år 11,0 %.
Genomsnittlig årsnederbörd är 653 millimeter. Den regnigaste månaden är juli, med i genomsnitt 240 mm nederbörd, och den torraste är januari, med 7 mm nederbörd.